# Juegos Panamericanos de 1987
Los X Juegos Panamericanos fueron realizados en Indianápolis, Estados Unidos entre el 8 y el 23 de agosto de 1987.

## Elección de la sede
Santiago de Chile fue nominada en el Congreso de la ODEPA realizado en Caraballeda (Venezuela) el 11 y 12 de julio de 1981 como sede de los X Juegos Panamericanos.
| Santiago (CHI) | 18 |
| Quito (ECU)    | 14 |

Entre las propuestas de Santiago para la infraestructura que albergaría los juegos se consideró la construcción de la Villa Panamericana en el sector de La Florida, ubicada en el cuadrante de la avenida La Florida y las calles Perpetua Freire y Vicente Valdés, y que contaría con alrededor de 1000 departamentos y albergaría el centro de prensa. El 19 de febrero de 1982 se había constituido en Santiago el Comité Organizador de los Juegos Panamericanos de 1987 (Copan), el cual estaba integrado por el ministro de Defensa Nacional (quien lo presidía), un vicepresidente designado por el mismo Ministerio, un representante del presidente de la República, el director general de Deportes y Recreación, y el presidente del Comité Olímpico de Chile.
El 2 de mayo de 1982 fueron presentados oficialmente la mascota y los pictogramas que habían sido diseñados para los Juegos Panamericanos en Santiago de Chile. El diseño estuvo a cargo de Viviana Duhalde, Mary-Gloria Fernández y Ricardo García, alumnos de Diseño Gráfico de la Universidad de Antofagasta, y la mascota consistía en un pingüino.
Debido a problemas económicos (originados por la crisis económica de 1982) y sociales (producto de las crecientes protestas contra el gobierno) el 7 de junio de 1983 la capital chilena renunció a ser sede y se nombró a Quito, Ecuador, para la realización de los panamericanos, pero Quito también se retiró en octubre de 1984. La ODEPA desesperadamente realizó una nueva elección. En esta oportunidad, La Habana se presentó como candidata a la sede de 1987, así como también Indianápolis que inicialmente planeaba presentarse para los juegos de 1991. Indianápolis fue elegida el 18 de diciembre de 1984 y la ODEPA acordó que Cuba realizaría los juegos de 1991 si participaba en Indianápolis.

## Lugares
- Parque Estatal del Condado de Brown - ciclismo
- Estadio Bush - béisbol
- Eagle Creek Park - tiro con arco, piragüismo, remo
- Circle Theatre - levantamiento de pesas
- Hinkle Fieldhouse - voleibol
- Hoosier Dome - ceremonias de clausura, gimnasia, balonmano
- Centro de Convenciones de Indiana - boxeo
- Natatorium de la Universidad de Indiana - buceo, natación, natación sincronizada
- IU Michael A. Carroll Estadio de Pista y Fútbol - atletismo
- Indianapolis Motor Speedway - ceremonias de apertura, patinaje sobre ruedas de velocidad
- Indianapolis Tennis Center - tenis
- Estadio de fútbol Memorial Kuntz - fútbol
- Lago Míchigan (Michigan City, Indiana) - navegación en yate
- Major Taylor Velodrome - ciclismo
- Market Square Arena - baloncesto

## Ceremonias
La ceremonia de apertura se llevó a cabo en la recta principal del Indianapolis Motor Speedway. Cerca de 80 000 espectadores vieron una actuación producida por The Walt Disney Company con 6500 artistas en el mayor espectáculo de entretenimiento en vivo al aire libre celebrado en los Estados Unidos hasta ese momento. Fue también la ceremonia de inauguración más grande de unos Juegos Panamericanos hasta ese momento. Entre los dignatarios se encontraban el presidente del COI, Juan Antonio Samaranch, el alcalde de Indianápolis William H. Hudnut III, el gobernador de Indiana, Robert D. Orr, y el presidente de la ODEPA, Mario Vázquez Raña. El vicepresidente estadounidense, George H. W. Bush, inauguró oficialmente los juegos.
Los porteros de la bandera en el desfile de las naciones incluyeron el atleta más viejo de los juegos, el yorkersman Durwood Knowles (70 años) de las Bahamas, la estrella de baloncesto José Ortiz de Puerto Rico, y el pitcher de béisbol Jim Abbott de los Estados Unidos.
La parte final del relevo de la antorcha ocurrió de Oscar Robertson a Kristie Phillips a Wilma Rudolph, quien encendió el caldero. La ceremonia de clausura tuvo lugar en el Hoosier Dome. El artista principal del acto fue la cantante cubana Gloria Estefan y su banda Miami Sound Machine.

## Símbolos

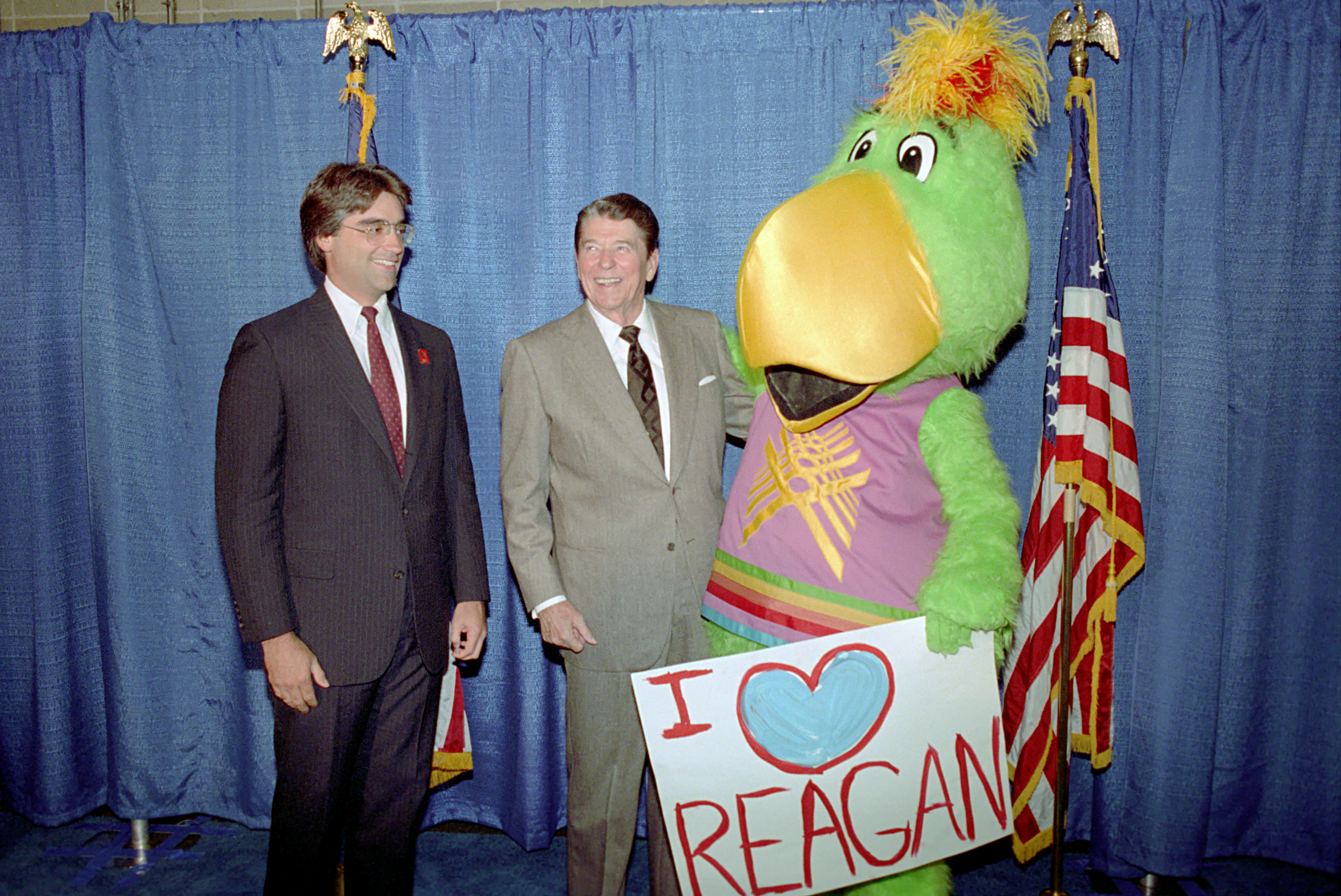
Ronald Reagan con Amigo

El logotipo de los Juegos Panamericanos de 1987 consistía en cinco X estilizados, el número romano para diez. Diseñado por Michael Hayes de la Corporación JMH en Indianápolis, los siete colores representan la fauna y las banderas de los países del hemisferio occidental. La mascota fue Amigo, un loro verde, diseñado por Jerry Reynolds de Perennial Pictures en Indianápolis. Representaba la amistad y festividad. La música oficial de los X Juegos Panamericanos fue Pan American Fanfare de Lalo Schifrin.

## Medallero
País anfitrión sombreado.
| Núm.           | País                                 | Oro | Plata | Bronce | Total |
| -------------- | ------------------------------------ | --- | ----- | ------ | ----- |
| 1              | Estados Unidos                       | 169 | 120   | 81     | 370   |
| 2              | Cuba                                 | 75  | 52    | 48     | 175   |
| 3              | Canadá                               | 30  | 56    | 75     | 161   |
| 4              | Brasil                               | 14  | 14    | 33     | 61    |
| 5              | Argentina                            | 12  | 14    | 22     | 48    |
| 6              | México                               | 9   | 11    | 18     | 38    |
| 7              | Venezuela                            | 3   | 12    | 12     | 27    |
| 8              | Colombia                             | 3   | 8     | 13     | 24    |
| 9              | Puerto Rico                          | 3   | 6     | 20     | 29    |
| 10             | Costa Rica                           | 3   | 4     | 6      | 13    |
| 11             | Jamaica                              | 2   | 3     | 8      | 13    |
| 12             | Uruguay                              | 2   | 2     | 2      | 6     |
| 13             | Chile                                | 1   | 2     | 4      | 7     |
| 14             | Surinam                              | 1   | 0     | 1      | 2     |
| 15             | Perú                                 | 0   | 4     | 2      | 6     |
| 16             | República Dominicana                 | 0   | 3     | 9      | 12    |
| 17             | Panamá                               | 0   | 3     | 1      | 4     |
| 18             | Bahamas                              | 0   | 2     | 3      | 5     |
| 19             | Ecuador                              | 0   | 1     | 5      | 6     |
| 20             | Islas Vírgenes de los Estados Unidos | 0   | 1     | 1      | 2     |
| 21             | Trinidad y Tobago                    | 0   | 1     | 1      | 2     |
| 22             | Guatemala                            | 0   | 0     | 2      | 2     |
| 23             | Antillas Neerlandesas                | 0   | 0     | 1      | 1     |
| 24             | Bermudas                             | 0   | 0     | 1      | 1     |
| 25             | El Salvador                          | 0   | 0     | 1      | 1     |
| 26             | Guyana                               | 0   | 0     | 1      | 1     |
| 27             | Paraguay                             | 0   | 0     | 1      | 1     |
| Total absoluto | Total absoluto                       | 327 | 319   | 373    | 1019  |